# Stará Voda (Eslováquia)
Stará Voda (em alemão: Altwasser; em húngaro: Óvíz) é um município da Eslováquia, situado no distrito de Gelnica, na região de Košice. Tem 3,28 km² de área e sua população em 2018 foi estimada em 204 habitantes.

## Demografia
| Ano:        | 1994 | 2004   | 2014   | 2024    |
| ----------- | ---- | ------ | ------ | ------- |
| Broj ljudi: | 229  | 240    | 219    | 182     |
| Razlika:    |      | +4,80% | -8,75% | -16,89% |

| Ano:               | 2023 | 2024   |
| ------------------ | ---- | ------ |
| Número de pessoas: | 186  | 182    |
| Diferença:         |      | -2,15% |